# 杭州永通篮球俱乐部
杭州永通篮球俱乐部曾经是中国全国男子篮球联赛（NBL）的一只参赛球队，于2008年成立，由浙江富春江集团有限公司所属，位于杭州富阳。2011年退出NBL联赛。
2008年1月1日，杭州永通职业篮球俱乐部的正式揭牌。
2008年，在NBL联赛小组赛取得小组第五名，没有进入决赛。2009年小组第三名，决赛以富阳为主场城市，但仅排在第8名。
2010年在A组常规赛排名第4名，季后赛首轮负于广东长安，止步8强。
2011年常规赛排名第10，掉入B组。但球队没有参加之后的B组赛，事实上退出了NBL联赛。